# Соня анатолійська
Соня анатолійська, або Соня кудлата (Dryomys laniger) — гризун родини вовчкових (Gliridae).

## Поширення
D. laniger є ендеміком Туреччини, де він коливається від південного заходу до східної Анатолії. Зустрічається на висотах від 1500 м і вище. Середовищем проживання є скелясті й кам'янисті місця проживання у горах.

## Загрози та охорона
Серйозних загроз нема. Знайдено принаймні в одному охоронному районі.